# Будаковац
Будаковац је насељено место у саставу општине Градина у Вировитичко-подравској жупанији, Република Хрватска.

## Историја
До територијалне реорганизације у Хрватској налазио се у саставу старе општине Вировитица.

## Становништво
На попису становништва 2011. године, Будаковац је имао 257 становника.

## Попис1991.
На попису становништва 1991. године, насељено место Будаковац је имало 338 становника, следећег националног састава:
| Попис 1991.‍  | Попис 1991.‍  | Попис 1991.‍ | Попис 1991.‍ | Попис 1991.‍ |
| ------------ | ------------ | ----------- | ----------- | ----------- |
|              |              |             |             |             |
| Хрвати       | Хрвати       |             | 185         | 54,73%      |
| Мађари       | Мађари       |             | 66          | 19,52%      |
| Срби         | Срби         |             | 47          | 13,90%      |
| Југословени  | Југословени  |             | 22          | 6,50%       |
| Словенци     | Словенци     |             | 4           | 1,18%       |
| Муслимани    | Муслимани    |             | 1           | 0,29%       |
| неопредељени | неопредељени |             | 6           | 1,77%       |
| непознато    | непознато    |             | 7           | 2,07%       |
| укупно: 338  |              |             |             |             |